# آکادمی ماریتایم کالیفرنیا
آکادمی ماریتایم کالیفرنیا (به انگلیسی: California Maritime Academy) یکی از بیست و سه مرکز آموزشی دولتی ایالت «کالیفرنیا» می‌باشد. این آکادمی همچنین یکی از هفت آکادمی «ماریتایم» در آمریکا می‌باشد. محل این آکادمی در «ویه هو» «کالیفرنیا» می‌باشد.